# 音楽隊 (航空自衛隊)

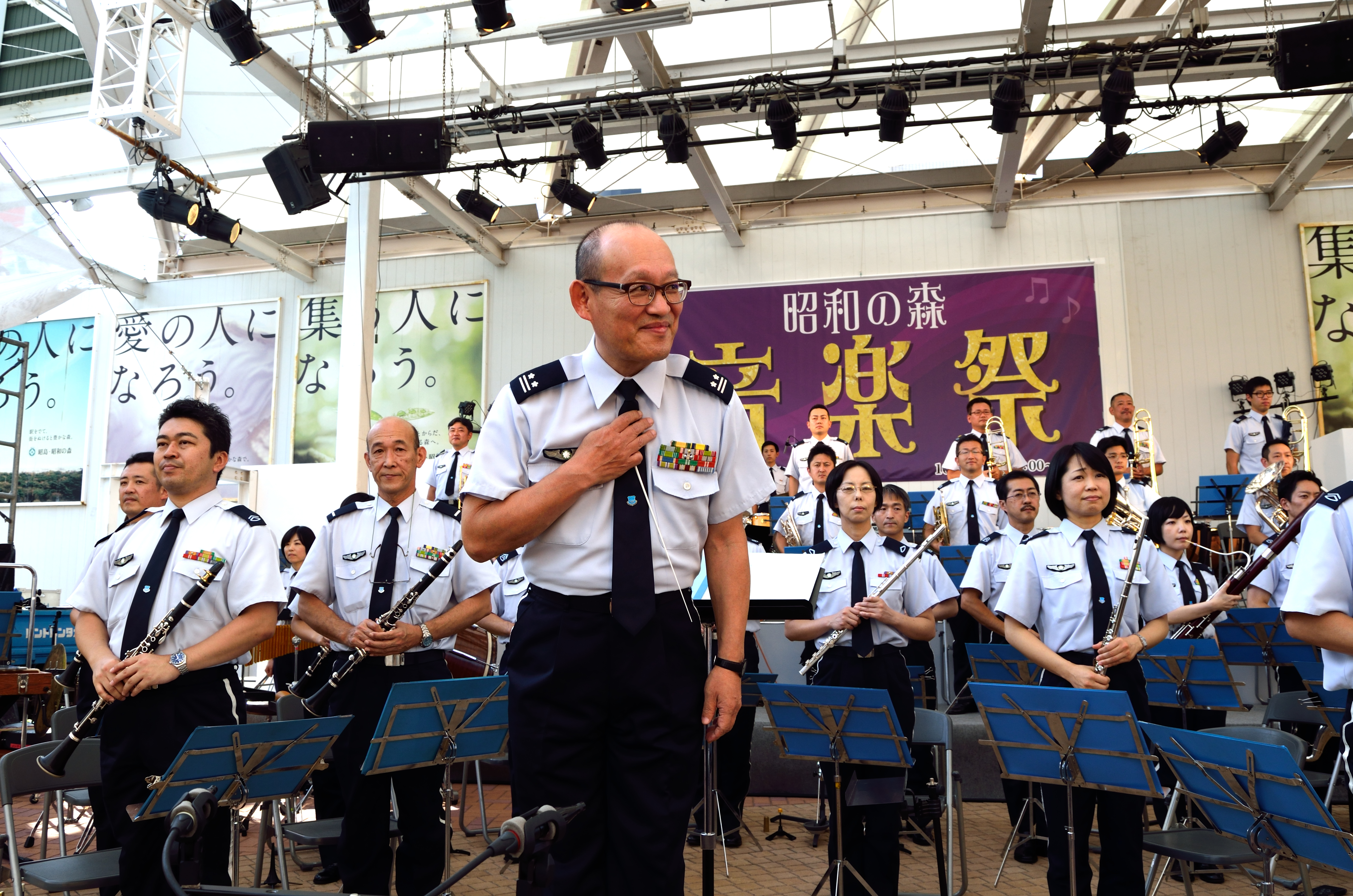
航空中央音楽隊（2015年10月）

音楽隊（おんがくたい）は、諸外国の軍楽隊に相当する航空自衛隊の部隊である。航空自衛隊の職種の一つである「音楽員」の隊員で編成され、音楽演奏を主な任務とする。同様に陸上自衛隊と海上自衛隊にも、それぞれ音楽隊が編成されている。

## 任務
航空自衛隊音楽隊の任務は、大きく次の四つに分類される。
儀式・式典演奏
音楽隊の最も重要な任務として、国家行事における演奏や、外国要人等が来日時の式典演奏を行う。
士気振作
隊員の士気の振作（、鼓舞する・励ますの意味）のため、各基地を訪問して演奏を行う。
広報活動
自衛隊の広報活動の一環として、定期演奏会などの演奏会をはじめ、CD録音、テレビ番組の収録および、民間の行事（競馬GI競走のファンファーレ、大相撲千秋楽の国歌斉唱など）において演奏を行う。
国際的な活動
国際軍楽祭への参加等、国際親善を目的とした広報活動を行う。

## 編成
航空自衛隊には、防衛大臣直轄部隊である航空中央音楽隊があるほか、各地域を管轄する四つの航空方面隊にもそれぞれ音楽隊がある。

### 航空中央音楽隊
東京都府中市の府中基地に所在している。

#### 沿革
- 1958年（昭和33年）
  - 1月8日 : 浜松基地業務部音楽隊が18名編成で仮編成される。
  - 7月25日 : 中央への進出が認められ、立川分屯基地に移動。第1補給処広報班付（音楽要員）となる。

- 1959年（昭和34年）10月23日：臨時航空音楽隊が45名編成（幹部3・空曹28・空士14）で発足。
- 1961年（昭和36年）2月1日：防衛庁長官（当時）直轄の音楽隊である航空音楽隊となる。
- 1962年（昭和37年）2月17日：第1回定期演奏会を新宿厚生年金会館ホールで挙行。
- 1963年（昭和38年）10月27日：第1回自衛隊音楽まつりに参加。
- 1964年（昭和39年）10月：東京オリンピックにおいて、開閉会式等での演奏を行う。
- 1972年（昭和47年）：岩井直溥が編曲し、日本の吹奏楽ポップスの先駆けとなったアルバム「ブラスバンド・プレイズ・ブラス・ロック」「ダイナミック・マーチ・イン・バート・バカラック」の演奏を担当[9]。
- 1982年（昭和57年）4月6日：航空中央音楽隊に改称。隊長以下70名編成となる。
- 1992年（平成04年）：米国J.P.スーザ財団から世界の優秀な軍楽隊に対して贈られる「ジョージ・S・ハワード大佐顕彰優秀軍楽隊賞」を、アジアから初めて受賞。
- 1999年（平成11年）：カナダのハリファックスで催された国際軍楽祭「第20回ロイヤル・ノヴァスコシア国際タトゥー」に、自衛隊の音楽隊として初めて参加。また、アメリカ合衆国ワシントンD.C.においてアメリカ空軍軍楽隊との共演も行う。
- 2006年（平成18年）10月10日-16日：韓国の原州（ウォンジュ）市で催された「2006ウォンジュ・国際タトゥー」に参加。
- 2015年（平成27年）
  - 4月26日：ドワンゴ主催のイベント「ニコニコ超会議2015（超音楽祭2015‐Day２）」に出演[10][11]。
  - 4月29日：社団法人日本管打・吹奏楽学会から、「第25回日本管打・吹奏楽アカデミー賞（演奏部門）」を受賞[12][13]。

- 2017年（平成29年）
  - 4月29日：ドワンゴ主催のイベント「ニコニコ超会議2017（超音楽祭2017‐Day２）」に出演[映像 1]。
  - 愛知県立芸術大学で声楽を専攻した森田早貴が入隊。ヴォーカル（ソプラノ）兼ピアノ担当として配属された[14]。
- 2018年（平成30年）
  - 9月22日 : ドイツのデュッセルドルフで開催された「ドイツ国際軍楽祭（ドイツ・ミリタリー・タトゥー）2018」に参加[15][映像 2]。
  - 9月28-30日：オランダのロッテルダムで開催された「オランダ国際軍楽祭（オランダ・ミリタリー・タトゥー）2018」に参加[16][映像 3]。

- 2019年（令和元年）
  - 11月10日：今上天皇の即位の礼祝賀御列の儀における沿道奏楽を権田原交差点で行う[17][映像 4]。

- 2022年（令和4年）
  - 7月1日-3日：フランスのアルベールヴィルで開催された第43回国際軍楽祭に参加[18][映像 5]。
  - 9月27日：故安倍晋三国葬儀において陸上自衛隊中央音楽隊、海上自衛隊東京音楽隊と共に国歌、葬送曲『国の鎮め』を演奏した[19]。
- 2023年（令和5年）
  - 3月16日：府中基地に建てられた新庁舎に移転[20][21][22][23]。
  - 8月31日-9月2日：スイスのアヴァンシェ（英語版）で開催された国際軍楽祭「アヴァンシェ・タトゥー」に参加[24]。
- 2024年（令和6年）
  - 7月：金管五重奏とヴォーカル（森田早貴）のユニットがフィリピンのマニラを訪れて親善演奏を行った[映像 6]。
- 2025年（令和7年）
  - 4月：アメリカのノーフォークで開催された「ヴァージニア国際軍楽祭」に参加[映像 7]。

| 代               | 氏名                 | 在任期間               | 出身校・期                        | 前職                                   | 後職                                                                   |
| 臨時航空音楽隊長 | 臨時航空音楽隊長     | 臨時航空音楽隊長       | 臨時航空音楽隊長                  | 臨時航空音楽隊長                       | 臨時航空音楽隊長                                                       |
| ---------------- | -------------------- | ---------------------- | --------------------------------- | -------------------------------------- | ---------------------------------------------------------------------- |
| -                | 松本秀喜             | 1959.10.23 - 1961.1.31 | 陸軍戸山学校・ 昭和13年卒         | 陸上自衛隊（中央音楽隊副隊長）から転官 | 航空音楽隊長                                                           |
| 航空音楽隊長     |                      |                        |                                   |                                        |                                                                        |
| 01               | 松本秀喜             | 1961.2.1 - 1965.12.31  | 陸軍戸山学校                      | 臨時航空音楽隊長 →1964.6.1 1等空佐昇任 | 退職 →第3代警視庁音楽隊長                                              |
| 02               | 渡辺一               | 1966.1.1 - 1970.3.15   | 陸軍戸山学校                      | 航空音楽隊 →1968.1.1 2等空佐昇任       | 航空自衛隊補給統制処付 →1970.3.31 退職                                 |
| 03               | 塚原國男 （3等空佐） | 1970.3.16 - 1972.6.30  | 陸軍戸山学校                      | 航空音楽隊                             | 退職・2等空佐昇任                                                      |
| 04               | 斎藤高順 （1等空佐） | 1972.7.1 - 1976.3.29   | 東京音楽学校                      | 航空幕僚監部人事教育部付 （作曲家）    | 退職 →第4代警視庁音楽隊長                                              |
| 05               | 長野浩二             | 1976.3.30 - 1978.9.15  |                                   | 航空音楽隊 →1977.1.1 2等空佐昇任       | 航空幕僚監部監理部総務課                                               |
| 06               | 目良與市             | 1978.9.16 - 1979.10.27 |                                   | 航空音楽隊 →1979.1.1 2等空佐昇任       | 死去                                                                   |
| -                | 清水佐一 （1等空尉） | 1979.10.27 - 1979.11.1 |                                   | 職務代理                               | 職務代理                                                               |
| 07               | 印南智之             | 1979.11.2 - 1982.4.5   |                                   | 航空音楽隊                             | 航空中央音楽隊長                                                       |
| 航空中央音楽隊長 |                      |                        |                                   |                                        |                                                                        |
| 07               | 印南智之             | 1982.4.6 - 1987.6.30   |                                   | 航空音楽隊長                           | 航空自衛隊第1補給処立川支処付                                          |
| 08               | 進藤潤               | 1987.7.1 - 2000.1.3    | 国立音楽大学                      | 航空中央音楽隊 →1987.7.1 2等空佐昇任   | 航空中央音楽隊付 →2000.3.18 退職（1等空佐昇任）                        |
| 09               | 高木義勝             | 2000.1.4 - 2005.3.31   | 国立音楽大学                      | 中部航空音楽隊長                       |                                                                        |
| 10               | 大坪修               | 2005.4.1 - 2008.3.31   | 防衛大学校30期                    | 西部航空方面隊司令部総務課長           | 自衛隊帯広地方協力本部募集課長                                         |
| 11               | 松山洋伸             | 2008.4.1 - 2010.8.26   | 防衛大学校33期                    | 航空幕僚監部人事教育部補任課           | 航空自衛隊幹部学校付                                                   |
| 12               | 立山吉博             | 2010.8.27 - 2012.7.31  | 防衛大学校33期                    | 航空自衛隊幹部学校人事課長             | 航空自衛隊幹部学校人事課長                                             |
| 13               | 水科克夫             | 2012.8.1 - 2016.6.14   | 国立音楽大学 一般幹候（一般）71期 | 西部航空音楽隊長                       | 退職（1等空佐昇任） 国際協力機構専門家（パプアニューギニア）2017〜2019 |
| 14               | 中嶋明               | 2016.6.15 - 2017.3.30  | 一般幹部候補生96期                | 航空中央音楽隊副隊長                   | 航空幕僚監部総務部総務課                                               |
| 15               | 那須純一             | 2017.3.31 - 2018.7.14  | 防衛大学校33期                    | 第3輸送航空隊監理部長                  | 航空救難団司令部人事部長                                               |
| 16               | 松井徹生             | 2018.7.15 - 2021.11.0  | 日本大学芸術学部                  | 西部航空音楽隊長                       |                                                                        |
| 17               | 前田忠信             | 2021.11.0 - 2024.8.31  | 一般幹候（部内）91期              | 航空幕僚監部隊務評価室                 |                                                                        |
| 18               | 津田圭子             | 2024.9.1 -             | 防衛大学校40期                    | 航空総隊司令部総務部厚生課長           |                                                                        |

### 方面音楽隊
各航空方面隊にそれぞれ直轄の音楽隊がある。各隊長の階級は3等空佐または1等空尉。
- 北部航空音楽隊：青森県三沢市三沢基地所在。1976年10月1日編成[27]。
- 中部航空音楽隊：静岡県浜松市浜松基地所在。1976年10月1日編成[27]。
- 西部航空音楽隊：福岡県春日市春日基地所在。1976年10月1日編成[27]。
- 南西航空音楽隊：沖縄県那覇市那覇基地所在。1985年1月29日編成[27]。1997年より、ジャズ主体の編成としている[27]。

## 隊員の処遇

### 採用
音楽隊員になるためには自衛官採用試験に合格するだけでなく、9月ごろに各音楽隊で実施される部隊説明会に参加し、実技を行う必要がある。募集対象は要員に空きがあるパートのみであり、その応募倍率は、パートごとにそれぞれ10～20倍になる。音楽隊員になることができる自衛官採用試験の区分は、自衛官候補生、一般曹候補生および一般幹部候補生（音楽要員）である。入隊後には採用区分別に自衛官としての基礎教育を一般隊員とともに教育隊で受ける。その教育期間中に改めて音楽要員の適性検査（演奏実技、楽典、ソルフェージュ、面接等）を受ける。検査に合格した者は教育隊の課程終了後、航空中央音楽隊で約1か月間の集合教育訓練を受けた後に、各音楽隊へ配属される。
2020年現在は音楽大学を卒業して採用される者が多いが、一般の大学や高等学校を卒業して採用される者も一部にいる。これらの他にも留学、大学院、フリーランス、大学中退などさまざまな経歴の隊員がいる。音楽隊には他の職種のような術科学校はないため、即戦力であることが求められる。

### 日常の業務
楽器の練習のほか、付加職務としてデスクワークも行う。また、自衛官としての基礎体力錬成のために筋力トレーニングやランニングなどの体育訓練を行うほか、行進演奏訓練、基本教練、小銃射撃訓練などを行う。

### 定年
自衛隊の多くの職種では、1佐以下の階級の者の定年は60歳未満（2曹・3曹の55歳から1佐の58歳まで4段階）であるが、音楽の職務にたずさわる自衛官の定年は、階級にかかわらず60歳と定められている。